# San Sebastián del Oeste
San Sebastián del Oeste ist ein Ort mit ca. 750 Einwohnern und der Hauptort einer Gemeinde (municipio) mit insgesamt ca. 5.000 Einwohnern im mexikanischen Bundesstaat Jalisco. Im Jahr 2011 wurde der gesamte Ort als Pueblo Mágico eingestuft.

## Lage und Klima
San Sebastián del Oeste liegt in einer Höhe von ca. 1480 m in den waldreichen Bergen der Sierra Madre Occidental ca. 275 km (Fahrtstrecke) westlich von Guadalajara bzw. ca. 800 km nordwestlich von Mexiko-Stadt; der Pazifik-Badeort Puerto Vallarta ist nur ca. 68 km in westlicher Richtung entfernt. Das Klima ist gemäßigt bis warm; Regen (ca. 1320 mm/Jahr) fällt ganz überwiegend im Sommerhalbjahr.

## Bevölkerung
| Jahr      | 2000 | 2005 | 2010 |
| Einwohner | 560  | 523  | 672  |

Der überwiegende Teil der Bevölkerung ist indianischer Abstammung; zahlreich sind auch Mestizen.

## Wirtschaft
Jahrhundertelang lebten die Menschen des abgelegenen Ortes als Selbstversorger von den Erträgen ihrer kleinen Felder und Gärten und von etwas Viehzucht. Daneben spielte auch der Erzabbau eine gewisse Rolle. In der Umgebung des Ortes werden heute Kaffee und Avocados angebaut. Seit den letzten Jahrzehnten des 20. Jahrhunderts besuchen auch Tagestouristen aus Puerto Vallarta den Ort.

## Geschichte
Nachdem bereits im 16. Jahrhundert Erzlagerstätten entdeckt wurden, wurde der Ort im Jahr 1605 offiziell gegründet. Aus dem Jahr 1608 ist die Existenz einer dem hl. Sebastian geweihten Kirche überliefert. Im ausgehenden 18. Jahrhundert entstand das heutige Straßennetz.

## Sehenswürdigkeiten
- Viele Häuser des Ortes sind eingeschossig und verfügen noch über ein koloniales Flair.
- Die heutige einschiffige Kirche entstand in den 70er Jahren des 19. Jahrhunderts über einem zu klein gewordenen Vorgängerbau.
- Unmittelbar neben der Kirche steht das langgestreckte Rathaus mit seinem schützenden Vordach.
- Nahe beim Ortseingang befindet sich die Hacienda Jalisco, die weniger der Landwirtschaft als vielmehr als Stützpunkt der Erzverarbeitung in der Region diente.